# وانغ لي
وانغ لي (بالصينية: 王磊) (12 أغسطس 1986 بخنان في الصين - ) هو لاعب كرة سلة صيني في مركز هجوم صغير الجسم، شارك في الألعاب الأولمبية الصيفية 2008 وبطولة أمم آسيا لكرة السلة 2009. ولعب مع باي روكتز.

## وصلات خارجية
- وانغ لي على موقع الاتحاد الدولي لكرة السلة (الإنجليزية)
- وانغ لي على موقع كرة السلة الأوروبية.كوم (الإنجليزية)
- وانغ لي على موقع ريلجم (الإنجليزية)
- وانغ لي على موقع بروبوليرز (الإنجليزية)
- وانغ لي على موقع سبورتس رفرنس (الإنجليزية)
- وانغ لي على موقع أوليمبيديا (الإنجليزية)
- وانغ لي على موقع اللجنة الأولمبية الصينية (الإنجليزية)